# Estefanía Domínguez Calvo
Estefanía (Fani) Domínguez Calvo (* 8. Februar 1984 in Badajoz) ist eine ehemalige spanische Triathletin. Sie ist galicische Duathlonmeisterin des Jahres 2009 und galicische Aquathlon-Meisterin des Jahres 2010.

## Werdegang
Wie auch ihre Landfrau Saleta Castro trat Estefanía Domínguez für den Verein Club Triathlon Cidade de Lugo Fluvial an.
Estefanía Domínguez übersiedelte dank eines Seneca-Stipendiums von ihrer Heimat Extremadura nach Pontevedra, um dort ihr Studium in Sportwissenschaften (Ciencias de la Actividad Física y deporte) zu beenden und das galicische Triathlon-Zentrum zu nutzen. Estefanía Domínguez arbeitet als Triathlon-Trainerin in ihrem Verein.
2014 wurde sie in Aviles Achte, 2015 in Soria Fünfte und 2016 in Cerdanyola Neunte bei den nationalen Duathlon-Meisterschaften.
Seit 2016 tritt sie nicht mehr international in Erscheinung.

## Sportliche Erfolge
| Datum/Jahr    | Rang | Wettbewerb                                    | Austragungsort | Zeit     | Bemerkung |
| ------------- | ---- | --------------------------------------------- | -------------- | -------- | --- |
| 7. Sep. 2013  | 8    | ESP Triathlon National Championships          | Los Narejos    | 02:12:24 | hinter der Staatsmeisterin Ainhoa Murúa                                                                                     |
| 21. Aug. 2010 | 35   | ITU Sprint Triathlon World Championships      | Lausanne       | 01:03:48 | Triathlon-Weltmeisterschaft auf der Sprintdistanz bei der Erstaustragung (750 m Schwimmen, 20 km Radfahren und 5 km Laufen) |
| 28. Mai 2010  | 7    | FISU University Triathlon World Championships | Valencia       | 01:58:44 | [ 1 ] |

| Datum/Jahr    | Rang | Wettbewerb                          | Austragungsort | Zeit     | Bemerkung |
| ------------- | ---- | ----------------------------------- | -------------- | -------- | --------- |
| 2. Apr. 2016  | 9    | ESP Duathlon National Championships | Cerdanyola     | 01:11:44 |           |
| 11. Apr. 2015 | 5    | ESP Duathlon National Championships | Soria          | 01:08:48 |           |
| 6. Apr. 2014  | 8    | ESP Duathlon National Championships | Aviles         | 01:06:18 |           |

(DNF – Did Not Finish)